# Thuit-Hébert
Pour les articles homonymes, voir Thuit et Hébert.
Thuit-Hébert est une ancienne commune française, située dans le département de l'Eure en région Normandie, devenue le 1er janvier 2016 une commune déléguée au sein de la commune nouvelle de Grand Bourgtheroulde.

## Toponymie
Le nom de la localité est attesté sous la forme Tui Herbert en 1216.
Thuit est un appellatif toponymique normand issu vieux norrois thveit (þveit) dans certains cas et du vieux danois thwēt dans d'autres et signifiant « essart » (terrain défriché).

## Politique et administration
| Période                                  | Période   | Identité            | Étiquette | Qualité              |
| ---------------------------------------- | --------- | ------------------- | --------- | -------------------- |
|                                          |           | François Marais     |           |                      |
| 1886                                     | 1888      | Edouard Maillard    |           |                      |
| 1888                                     | 1891      | Alphonse Mouton     |           |                      |
| 1901                                     | 1902      | Alphonse Bigot      |           |                      |
| avant 1981                               | ?         | René Hue            | DVG       |                      |
| mars 2001                                | mars 2008 | Gérard Swertvaegher | DVD       |                      |
| mars 2008                                | 2015      | Daniel Hue          | DVG       | Agriculteur retraité |
| Les données manquantes sont à compléter. |           |                     |           |                      |

## Démographie
L'évolution du nombre d'habitants est connue à travers les recensements de la population effectués dans la commune depuis 1793. À partir du 1er janvier 2009, les populations légales des communes sont publiées annuellement dans le cadre d'un recensement qui repose désormais sur une collecte d'information annuelle, concernant successivement tous les territoires communaux au cours d'une période de cinq ans. 
Pour les communes de moins de 10 000 habitants, une enquête de recensement portant sur toute la population est réalisée tous les cinq ans, les populations légales des années intermédiaires étant quant à elles estimées par interpolation ou extrapolation. Pour la commune, le premier recensement exhaustif entrant dans le cadre du nouveau dispositif a été réalisé en 2004,.
En 2013, la commune comptait 318 habitants, en évolution de +3,92 % par rapport à 2008 (Eure : +2,66 %, France hors Mayotte : +2,49 %).
| 1793 | 1800 | 1806 | 1821 | 1831 | 1836 | 1841 | 1846 | 1851 |
| ---- | ---- | ---- | ---- | ---- | ---- | ---- | ---- | ---- |
| 365  | 315  | 399  | 276  | 238  | 243  | 244  | 226  | 188  |

| 1856 | 1861 | 1866 | 1872 | 1876 | 1881 | 1886 | 1891 | 1896 |
| ---- | ---- | ---- | ---- | ---- | ---- | ---- | ---- | ---- |
| 182  | 269  | 215  | 222  | 233  | 212  | 211  | 189  | 199  |

| 1901 | 1906 | 1911 | 1921 | 1926 | 1931 | 1936 | 1946 | 1954 |
| ---- | ---- | ---- | ---- | ---- | ---- | ---- | ---- | ---- |
| 186  | 186  | 227  | 201  | 197  | 180  | 187  | 230  | 202  |

| 1962 | 1968 | 1975 | 1982 | 1990 | 1999 | 2004 | 2009 | 2013 |
| ---- | ---- | ---- | ---- | ---- | ---- | ---- | ---- | ---- |
| 221  | 234  | 228  | 227  | 276  | 310  | 306  | 308  | 318  |

## Lieux et monuments
- Église Saint-Philibert.

Église paroissiale
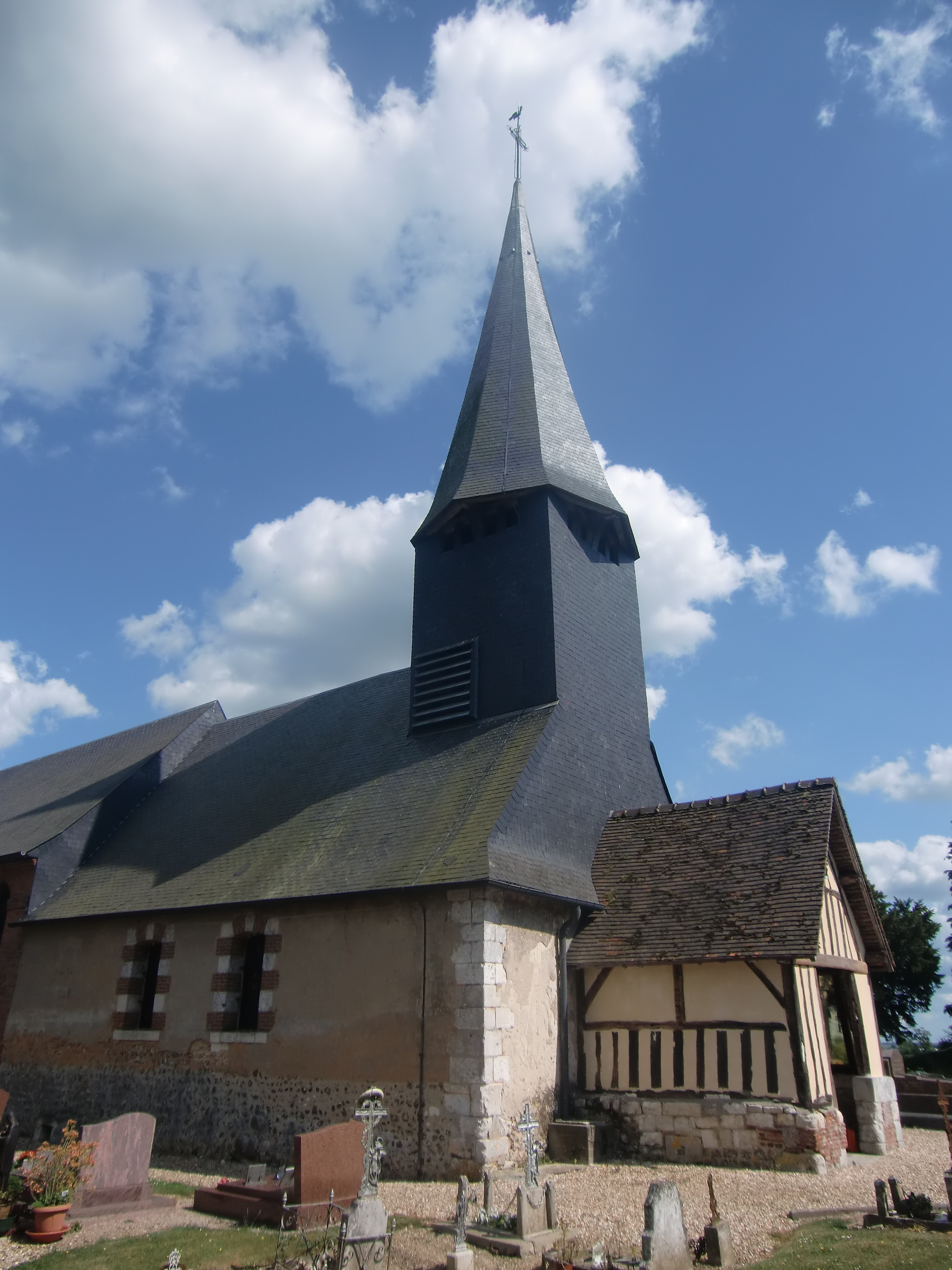
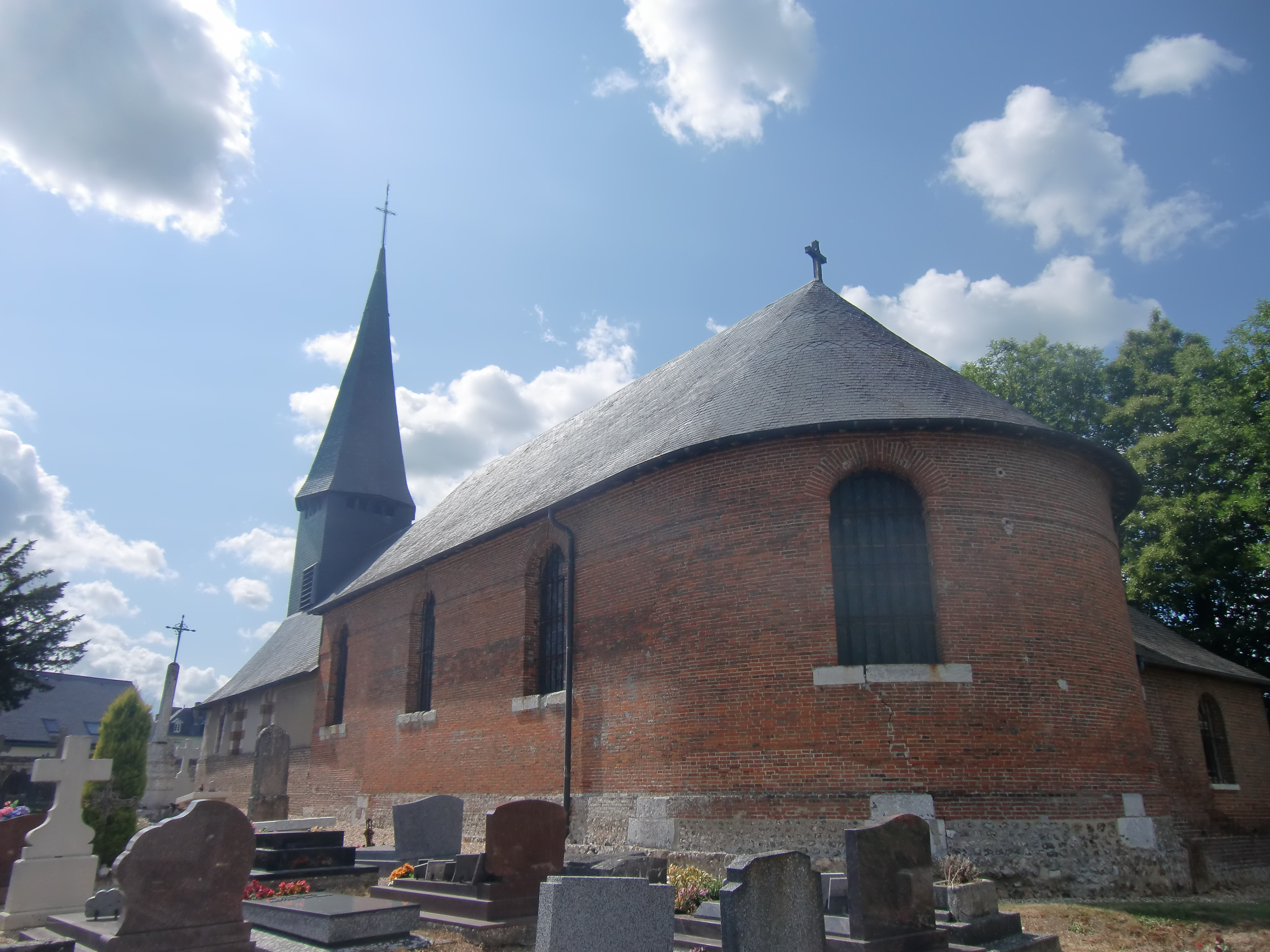

## Personnalités liées à la commune
L'artiste peintre Lucien-Paul Pouzargues, qui a travaillé pour L'Illustration et répondu à de nombreuses commandes pour le ministère des Armées, avait sa maison de campagne à Thuit-Ebert.